# Jacques Doriot
Jacques Doriot (ur. 26 września 1898 w Bresles, zm. 22 lutego 1945 r. koło Mengen) – francuski komunistyczny, a następnie faszystowski działacz polityczny, jeden z głównych polityków Francuskiej Partii Komunistycznej, przywódca Francuskiej Partii Ludowej.

## Młodość i komunizm
Jacques Doriot w młodym wieku zaczął pracować jako robotnik w Saint-Denis. W 1916 r. został socjalistą, ale w 1917 r. wcielono go do armii francuskiej. Brał udział w I wojnie światowej, podczas której dostał się do niewoli niemieckiej. Został odznaczony Croix de Guerre. Po wypuszczeniu na wolność powrócił do Francji. W 1920 r. wstąpił do Francuskiej Partii Komunistycznej (PCF), robiąc szybką karierę polityczną. Wkrótce został jednym z jej głównych działaczy. W 1922 r. wszedł w skład Prezydium Komitetu Wykonawczego Kominternu. Rok później został sekretarzem Francuskiej Federacji Młodych Komunistów. W 1923 r. aresztowano go z powodu organizowania gwałtownych protestów przeciwko francuskiej okupacji Zagłębia Ruhry. W 1924 r. wyszedł na wolność, po czym wybrano go do parlamentu francuskiego jako deputowanego z Saint-Denis. W 1931 r. wygrał wybory na burmistrza miasta. W tym czasie zaczął opowiadać się za stworzeniem Frontu Ludowego poprzez sojusz komunistów z innymi ugrupowaniami socjalistycznymi. Chociaż jego koncepcja znalazła się w oficjalnym programie PCF, 16 maja 1934 r. został z niej wyrzucony pod zarzutem socjaldemokratycznych odstępstw.

## Faszyzm
Przez kolejne 2 lata występował jako „komunista niezależny”. Ostatecznie odszedł od komunistycznych ideałów i 28 czerwca 1936 r. założył w Saint-Denis faszystowską Francuską Partię Ludową (PPF). Początkowo jej wpływy sięgały jedynie miasta i jego okolic, ale szybko ogarnęły całą Francję. W początkowym – robotniczym – okresie działalności PPF głosiła hasła populistycznie ekonomiczne i antykapitalistyczne. Jej program był też nie tyle antykomunistyczny, co antystalinowski oraz patriotyczny; jej przywódcy demaskowali agenturalność i finansowanie francuskich komunistów przez ZSRR. Jacques Doriot twierdził, że dwa największe niebezpieczeństwa grożące Francji to konserwatyzm społeczny i ingerowanie z zagranicy w jej wewnętrzne sprawy. PPF demaskowała parlamentaryzm, opowiadała się za ograniczeniem francuskiej demokracji i przeformowaniem społeczeństwa według własnych, autorytarnych życzeń. Gwałtownie występowała przeciw zarówno komunizmowi, jak liberalizmowi, a także chciała uwolnić Francję od masonerii. Była krytyczna wobec racjonalizmu i pragnęła zwrócenia się w kierunku polityki dyktowanej bardziej emocją i życzeniem niż racją. Ponadto PPF była antysemicka, chociaż niejednoznacznie. Jednocześnie PPF zaadaptowała wiele elementów faszystowskiej polityki, wizerunku i ideologii i szybko stała się popularna wśród konserwatywnych nacjonalistów. Przed wybuchem wojny oficjalnie nie deklarowała się jednak jako faszystowska, tylko ludowa i antykomunistyczna.
W 1937 r. zbliżyła się do prawicy, kiedy J. Doriot stracił robotnicze poparcie w wyborach na burmistrza Saint-Denis. Partia otrzymała wówczas finansowe wsparcie od prawicowych przemysłowców i finansistów. W kwietniu tego roku Doriot wystąpił do wszystkich antykomunistycznych partii, głównie jednak do Francuskiej Partii Społecznej (Parti Social Français) płk. François de La Rocque’a, z propozycją utworzenia sojuszu skierowanego przeciw rządom Frontu Ludowego pod nazwą Front Wolności (Front de la Liberté). Wysunął przy tym 2 warunki: „obrona wolności pracy, myśli, prasy, zebrań i handlu” oraz „absolutne respektowanie instytucji republikańskich”. Akces do Frontu Wolności ostatecznie zgłosiły: Republikańska Partia Narodowa i Społeczna Pierre'a Taittingera, Federacja Republikańska i były wódz Solidarności Francuskiej, Jean Renaud.
Od 1937 r. rozpoczęły się kontakty PPF początkowo z faszystami włoskimi Benito Mussoliniego, a następnie niemieckimi narodowymi socjalistami Adolfa Hitlera. Uzyskano od nich nowe fundusze. W jej programie zaczęto coraz bardziej akcentować korporacjonizm oraz zbliżenie z Włochami i Niemcami w wielkim sojuszu przeciw ZSRR. W 1938 r. nastąpił kryzys partii, spowodowany ujawnieniem faktu subwencjonowania jej przez Włochy, przez co wystąpił z niej dotychczasowy skarbnik Pierre Pucheu, a po ugodzie monachijskiej, zerwali z PPF intelektualiści: Betrand de Jouvenel, Alfred Fabre-Luce, Pierre Drieu la Rochelle i Paul Marion. Po zawarciu paktu Ribbentrop-Mołotow w 1939 r., Doriot domagał się rozwiązania Francuskiej Partii Komunistycznej jako „partii zdrajców” i uwięzienia jej szefów, a w przeciwieństwie do Marcela Déata popierał przystąpienie Francji do wojny przeciwko „dwóm formom nowoczesnego barbarzyństwa: pangermanizmowi i bolszewizmowi”. Przed wybuchem wojny z Niemcami był jedynym zmobilizowanym przywódcą partii politycznej. Po przystąpieniu Francji do wojny 3 września 1939 r., stał się jeszcze bardziej pro-niemiecki.

## Okupacja niemiecka i kolaboracja
W stopniu sierżanta walczył z Niemcami w 1940 nawołując działaczy PPF do obrony kraju. Po klęsce Francji i okupowaniu przez wojska niemieckie jej północnej części, Doriot przeniósł się do nieokupowanej części kraju, ale zorientował się, że reżim marszałka Philippe’a Pétaina jest nie tyle faszystowski, co autorytarno-konserwatywny. W związku z tym zamieszkał w Paryżu, gdzie występował z propagandowymi pro-niemieckimi i antykomunistycznymi audycjami radiowymi. Jego aktywna polityka kolaboracji z Niemcami, zwana „kolaboracjonizmem”, była motywowana antybolszewizmem oraz „internacjonalistyczną” ideą włączenia się w budowę zjednoczonej pod przywództwem III Rzeszy, narodowo-socjalistycznej, uwolnionej od żydowskiej plutokracji i „judeomarksizmu”, Nowej Europy.
22 czerwca 1941 r., czyli w dzień agresji Niemiec na ZSRR, Doriot reaktywował Francuską Partię Ludową. Jednym z jej pierwszych działań był udział w lipcu w akcji rekrutacyjnej do Legionu Ochotników Francuskich przeciw Bolszewizmowi (LVF); Doriot – obok innych przywódców ugrupowań kolaboranckich – wszedł do Centralnego Komitetu LVF. Jego partia otrzymywała od Niemców dużą pomoc materialną i organizacyjną, co pozwoliło na zwiększenie jej aktywności, dzięki czemu osiągnęła ona w szczytowym okresie liczebność nawet do 300 tys. członków. 
Jednocześnie Doriot ochotniczo wstąpił do LVF, służąc do 1943 r. w jego szeregach, a następnie w Waffen-SS w składzie Französische SS-Freiwilligen-Grenadier-Regiment na froncie wschodnim. Został odznaczony za odwagę Żelaznym Krzyżem. Tymczasem po objęciu stanowiska premiera Francji Vichy przez Pierre’a Lavala 18 kwietnia 1942 r. i prowadzeniu przez niego polityki zbliżenia do III Rzeszy, PPF przestała odgrywać dla Niemców tak użyteczną rolę, jak dotychczas. W rezultacie została politycznie zmarginalizowana, chociaż nie zaprzestała całkowicie działalności. Przed wyzwoleniem Francji przez aliantów PPF zaprzestała jednak działać jako partia polityczna, natomiast uwaga jej przywódców i wielu członków skupiła się na współudziale w wysiłku wojennym Niemiec. Jacques Doriot uciekł do Niemiec, gdzie został członkiem tzw. rządu Vichy na wygnaniu z siedzibą w Sigmaringen. 22 lutego 1945 r. w mundurze SS został zabity w wyniku ostrzału alianckiego w rejonie Mengen, k. Wirtembergii podczas podróży samochodem. Pochowano go na cmentarzu w Mengen.

## Awanse

### Francja
- sierżant (Sergent) - prawdopodobnie w okresie międzywojennym[3]

### III Rzesza
- porucznik (Oberleutnant) - w LVF (od 1 listopada 1944 Waffen-Obersturmführer der SS)
- Waffen-Hauptsturmführer der SS - 05 listopada 1944[4]
- Waffen-Sturmbannführer der SS - 09 listopada 1944

## Odznaczenia

### Francja Vichy
- Krzyż Wojenny 1939-1940 - za walkę nad Loarą w czasie I bitwy o Francę[2]
- Krzyż Wojenny LFV z dwiema palmami
- Krzyż Kombatanta 1939-1940

### III Rzesza
- Krzyż Żelazny II klasy - 1 grudnia 1943[5]
- Wojenny Krzyż Zasługi z Mieczami II klasy
- Medal za Kampanię Zimową na Wschodzie 1941/1942

### Francja
- Krzyż Woejnny 1914-1918 - 1918[6]
- Krzyż Wojenny TOE
- Krzyż Kombatanta
- Medal Pamiątkowy Wielkiej Wojny
- Pamiątkowy Medal Orientu
- Medal Zwycięstwa